# 7489 Oribe
7489 Oribe eller 1995 MX är en asteroid i huvudbältet som upptäcktes 26 juni 1995 av den amerikanske astronomen Carl W. Hergenrother vid Catalina Station. Den är uppkallad efter Takaaki Oribe.
Asteroiden har en diameter på ungefär 10 kilometer.